# Selje kommun
Selje kommun (norska: Selje kommune) var en kommun i tidigare Sogn og Fjordane fylke i Norge. Den administrativa huvudorten var Selje.
Kommunen upphörde 31 december 2019 då den tillsammans med Eids kommun och delar av Vågsøy kommun slogs ihop till den nybildade Stads kommun.